# باد بوخاو
باد بوشا (بالألمانية: Bad Buchau) هي الحمامات الطبية، location with spa، مدينة وبلدة ألمانية تقع في ألمانيا في Biberach. يقدر عدد سكانها بـ 4,080 نسمة .